# هاريس ووفورد
هاريس ووفورد هو محامي وسياسي أمريكي، ولد في 9 أبريل 1926 في نيويورك في الولايات المتحدة، وتوفي في 21 يناير 2019 في واشنطن العاصمة في الولايات المتحدة. نشط حزبياً في الحزب الديمقراطي. وقد انتخب عضو مجلس الشيوخ الأمريكي ‏ عن دائرة Pennsylvania Class 1 senate seat ‏ وقد انضم خلال فترته النيابية ‏ (3 يناير 1993 – 3 يناير 1995) للكتلة البرلمانية الحزب الديمقراطي وانتخب عضو مجلس الشيوخ الأمريكي ‏ عن دائرة Pennsylvania Class 1 senate seat ‏ وقد انضم خلال فترته النيابية ‏ (8 مايو 1991 – 3 يناير 1993) للكتلة البرلمانية الحزب الديمقراطي وانتخب عضو مجلس الشيوخ الأمريكي ‏ عن دائرة بنسيلفانيا (9 مايو 1991 – 3 يناير 1995).